# Edu Snethlage
Everhardus „Edu” Snethlage (ur. 9 maja 1886 w Ngawi, zm. 12 stycznia 1941 w Medanie) – piłkarz holenderski grający na pozycji napastnika. W swojej karierze rozegrał 11 meczów i strzelił 10 goli w reprezentacji Holandii.

## Kariera klubowa
W swojej karierze piłkarskiej Snethlage grał w klubie Quick Den Haag. W sezonie 1907/1908 wywalczył z nim mistrzostwo Holandii, a w sezonie 1910/1911 zdobył z nim Puchar Holandii.

## Kariera reprezentacyjna
W reprezentacji Holandii Snethlage zadebiutował 21 grudnia 1907 roku w przegranym 2:12 towarzyskim meczu z Anglią, rozegranym w Darlington. W 1908 roku był w kadrze Holandii na igrzyska olimpijskie w Londynie. Na tych igrzyskach zdobył brązowy medal. Od 1907 do 1909 roku rozegrał w kadrze narodowej 11 meczów i zdobył 10 bramek.